# Nação Navajo

Localização da Nação Navajo dentro dos Estados Unidos.

Nação Navajo (em navajo: Naabeehó Bináhásdzo) é um território indígena americano que cobre cerca de 17.544.500 acres, ocupando partes do nordeste do Arizona, sudeste de Utah e noroeste do Novo México, esta é a maior área de terra mantida por uma tribo indígena, com uma densidade populacional de 173.667 habitantes em 2010.
O nome anterior da área era “Navajo Indian Reservation” (em português: “Reserva Indígena Navajo”), conforme descrito no Artigo II do Tratado do Bosque Redondo de 1868. Em 15 de abril de 1969, a tribo mudou seu nome oficial para Nação Navajo. Neste período houve um grande sentimento ativista indígena e reividicação de soberania.